# Microdictyon
Microdictyon ist eine Gattung der Lobopoden, einer Gruppe ausgestorbener „Würmer mit Beinen“ ähnlich den rezenten Stummelfüßern, die am Meeresboden der Ozeane im unteren und mittleren Kambrium lebte. Zuerst wurde die Gattung nur anhand der aus Phosphat bestehenden, siebartigen Sklerite gefunden, die Bestandteil der sog. Small-Shelly-Fauna sind. 1995 wurden mit der Art Microdictyon sinicum aus der unterkambrischen Chengjiang-Faunengemeinschaft vollständig erhaltene Tiere beschrieben.

## Microdictyon sinicum
Microdictyon sinicum ist ein gegliedertes, wurmartiges Tier mit, an den erhaltenen Exemplaren, etwa 10 bis 77 Millimeter Körperlänge. Der zylindrische Rumpf trug vorn einen, unvollkommen abgesetzten, langgestreckt rundlichen, glatten Kopf mit einer einfachen Mundöffnung, ohne erkennbare Auswüchse oder Mundwerkzeuge, dieser erreicht etwa 15 bis 25 Prozent der Gesamtlänge des Tiers. Der Rumpf war undeutlich in neun Abschnitte gegliedert, die außerdem in flachere Ringel (Annuli) unterteilt sind. Jeder der Abschnitt trägt seitlich (lateral) auf jeder Seite eine sklerotisierte Platte. Außerdem trug er, unterhalb (ventral) der Platten, jeweils ein lang gestrecktes, ungegliedertes Beinpaar, mit Ausnahme des letzten Abschnitts, der zwei solche Beinpaare besaß, die jeweils vor und hinter der Platte saßen (also insgesamt zehn Paare). Die flexiblen, langen und dünnen Beine waren auf der Bauchseite des zylindrischen Körpers (mit etwa kreisförmigem Querschnitt) so angeordnet, dass sie etwa drei Viertel des Rumpfdurchmessers auseinander standen. Dies lässt schließen, dass das Tier wohl auf ihnen gelaufen ist, und sich nicht etwa seitlich vorwärts stemmte. Die Länge der Beine nahm von vorn nach hinten etwas ab, die längeren vorderen drei Beinpaare erreichten etwa 16 Prozent der Länge des Tiers. Nur an wenigen Exemplaren ist erkennbar, dass jedes Bein am Ende ein Paar kleine, gekrümmte Krallen trug. Im Rumpfinneren ist ein einfacher, durchgehender Darm als dunkles (mit Sediment gefülltes) Band erkennbar, manchmal existieren weitere Spuren, die als Längskanäle unbekannter Funktion gedeutet werden. Das Hinterende des Rumpf endet in einem sehr kurzen, etwas nach unten gerichteten „Schwänzchen“ von kaum einem Millimeter Länge.
Die neun Paar Sklerite waren nach außen gewölbte Platten. Teilweise verformte Exemplare lassen erkennen, dass sie trotzt der dunklen Färbung, nicht durchgängig mineralisiert waren. Sie lassen ein sechseckiges Wabenmuster erkennen, wobei im Zentrum jeder dieser Zellen ein runder Kanal sitzt. Auf den Ecken der Maschen sitzt jeweils ein kurzer, dornartiger Fortsatz. Die Form der Platten war entlang der Körperlängsachse etwas verschieden, das erste Paar langgestreckt elliptisch, die folgenden über rund und eiförmig bis zu abgerundet quadratisch.
Anhand der ersten Funde bestand zunächst Unsicherheit über das Vorder- und Hinterende der Tiere. Die oberflächliche Ähnlichkeit der Sklerite mit einem Facettenauge ließ zeitweilig die Deutung aufkommen, das Tier hätte neun über den Rumpf verteilte Augenpaare besessen, dies gilt heute aber als klar widerlegt.

## Lebensweise
Microdictyon sinicum war vermutlich ein benthischer, am Meeresboden lebender Organismus. Zahlreiche Exemplare wurden in räumlichem Zusammenhang mit Fossilien von Eldonia (oder nahe verwandten Gattungen) gefunden, so dass die Theorie verbreitet ist, sie hätten möglicherweise aufsitzend (epizoisch) auf diesen gelebt, möglicherweise auch nur als Jungtier. Eldonia war ein möglicherweise frei schwimmender (pelagischer), möglicherweise bodenlebender (benthischer) weichhäutiger, in Aufsicht runder, glockenförmiger Organismus, bei dem im Inneren radial angeordnete, sackartige Strukturen erkennbar sind. Viele besitzen eine Struktur, die als möglicher Lophophor gedeutet wird. Die Zuordnung von Eldonia zu einem rezenten Tierstamm ist umstritten. Zur möglichen Ernährung von Microdictyon gibt es verschiedene Theorien, er wurde als möglicher saprophager Organismus oder als mikrophager Partikelfresser gedeutet.

## Andere Arten
Von Microdictyon liegen, abseits der chinesischen Funde, nur Funde isolierter Sklerite vor. Diese, phosphatisierten, Strukturen werden gewöhnlich gewonnen, in dem Kalkstein mit Salzsäure aufgelöst wird, wodurch die unlöslichen Sklerite freigelegt werden. Sie gehören zu einer weltweit verbreiteten Ansammlungen isolierter, sklerit-ähnlicher Strukturen, bei denen in vielen Fällen der dazugehörige Organismus selbst unbekannt ist, sie werden, etwas salopp, als „Small-Shelly-Fauna“ zusammengefasst und sind typisch vor allem für die erste Serie des Kambriums (Terreneuvium, früher „Tommotium“). Microdictyon ist in der zweiten Serie des Kambrium (dem Atdabanium nach der russischen Nomenklatur) noch ebenso häufig, Microdictyon effusum wurde sogar als mögliches Leitfossil für deren Beginn vorgeschlagen. In der südwestchinesischen Kaili-Formation erreicht sie noch den, bereits zum Mittelkambrium gerechneten, Anfang der dritten Serie.
Der Name Microdictyon (von altgriechisch dictyon: Netz) bezieht sich auf die netz- oder siebartige Struktur dieser Sklerite. Aus China liegen Funde von partiell auf der flachen Seite miteinander verschmolzenen Skleriten vor, bei denen ein größerer Sklerit einem etwas kleineren aufsitzt. Diese werden als Überreste eines Individuums gedeutet, dass gerade seine Häutung durchmachte. Dies ist ein direkter Nachweis von Häutung bei den Lobopoden. Microdictyon ist, neben Onychodictyon, die einzige Gattung, bei der sich isoliert gefundene Sklerite einem Lobopoden-Organismus zuordnen lassen.
Fossile Funde von Microdictyon-Skleriten sind in Gesteinen des unteren und mittleren Kambrium recht weit verbreitet. Anhand der Form der Sklerite, ihrer Größe und der Form der aufsitzenden Dörnchen wurden folgende Arten beschrieben:
- Microdictyon effusum Bengtson, Matthews & Missarzhevsky, 1991. Kasachstan, Sibirien, England, Schweden
- Microdictyon rhomboidale Bengtson, Matthews & Missarzhevsky, 1986. Kasachstan und (Sekwi-Formation, Mackenzie Mountains) Kanada.
- Microdictyon robisoni Bengtson, Matthews & Missarzhevsky, 1986. Utah, USA
- Microdictyon tenuiporatum Bengtson, Matthews & Missarzhevsky, 1986. Sibirien
- Microdictyon sphaeroides Hinz, 1987. Shropshire, England.
- Microdictyon depressum Bengtson, 1990. Süd-Australien
- Microdictyon chinense (Hao et Shu, 1987). China und Sibirien
- Microdictyon jinshaense Zhang & Aldridge, 2007. China und Australien[10]
- Microdictyon rozanovi Demidenko, 2006. Sibirien[9]
- Microdictyon fuchengense Li et Zhu, 2001. China

Es liegen darüber hinaus weitere Funde, teilweise nur von zerbrochenen Skleriten, vor, die nur der Gattung, aber keiner Art zugewiesen wurden, zum Beispiel aus Dänemark und der Türkei. Funde, die keiner Art zugewiesen worden, liegen etwa auch aus der chinesischen mittelkambrischen Kaili-Fauna vor. Die Zuordnung von Skleriten zu Arten wird teilweise generell kritisch gesehen, da die intraspezifische und ontogenetische Variabilität nur unzureichend verstanden wäre.

## Phylogenie
Über die Verwandtschaftsverhältnisse innerhalb der Lobopoden existieren zahlreiche unterschiedliche Hypothesen. Es wurde vorgeschlagen, dass die Lobopoden paraphyletisch sein könnten. Microdictyon gehöre dieser Theorie zufolge in eine Klade, die auch die rezenten Onychophora (Stummelfüßer) einschließen würde.